# Chelonus propodealis
Chelonus propodealis är en stekelart som beskrevs av Vladimir Ivanovich Tobias 1964. Chelonus propodealis ingår i släktet Chelonus och familjen bracksteklar. Inga underarter finns listade i Catalogue of Life.